# Guglielmo II di Brunswick-Lüneburg
Guglielmo II di Brunswick-Lüneburg (1300 circa – Luneburgo, 23 novembre 1369) fu principe di Lüneburg dal 1330 al 1369.

## Biografia

### Governo congiunto con Ottone III
Guglielmo nacque attorno all'anno 1300, quarto figlio di Ottone II il Severo e della moglie, Matilde di Wittelsbach, figlia di Ludovico II del Palatinato.
Alla morte del padre, Guglielmo assunse le redini dei domini paterni congiuntamente al fratello Ottone III, con ciò andando contro le disposizioni testamentarie di Ottone che prevedevano che lo stato avrebbe dovuto venir suddiviso alla sua morte. Il principale obiettivo di governo dei due fratelli nei primi anni fu quello di consolidare territorialmente il principato: furono in grado di espandere considerevolmente la loro tenuta nei pressi di Gifhorn attraverso l'acquisizione del villaggio di Fallersleben e le contee di Pappenheim e Wettmarshagen. Guglielmo II e Ottone III cercarono inoltre di supportare politicamente le città che stavano sviluppandosi economicamente: il commercio a Luneburgo iniziò a prosperare grazie ai lavori che resero navigabile il fiume Ilmenau tra Lüneburg e Uelzen, ma anche grazie ai trattati commerciali che vennero stipulati con i Duchi di Sassonia-Lauenburg.

### Ricerca di un successore
Successivamente alla morte di suo fratello Ottone III, Guglielmo dedicò sempre maggiori sforzi nel cercare di risolvere la questione della successione sul principato di Lüneburg. Dal momento che suo fratello aveva perso l'unico figlio maschio ancora bambino e che Guglielmo stesso aveva solo figlie femmine, egli individuò come suo successore il nipote Alberto di Sassonia-Wittenberg, figlio di sua figlia Elisabetta.
Nei fatti egli aveva preventivamente chiesto all'imperatore Carlo IV di poter infeudare lo stato al nipote, ma successivamente cambiò idea, poiché temeva l'influenza degli zii di Alberto, Venceslao e Rodolfo. Altre motivazioni per il suo cambio di prospettive potrebbero essere ricercate nelle clausole dell'accordo di investitura del Brunswick-Lüneburg del 1235 oppure nei trattati successori conclusi dal padre di Guglielmo con il ramo di Brunswick del casato di Welfen, in base ai quali il principato sarebbe dovuto passare ad un erede maschio dei Welfen purché ce ne fosse almeno uno.
Per fare in modo che i suoi discendenti potessero ereditare lo stato, egli diede la figlia minore Matilde in sposa a Luigi di Brunswick-Lüneburg, erede del ramo di Brunswick, ponendo le basi per una riunificazione dei possedimenti della casa ducale sotto un unico sovrano. Ignorando gli sviluppi ipotizzati da Guglielmo II, l'imperatore Carlo IV aveva nel frattempo autorizzato l'infeudamento di Alberto di Sassonia-Wittenberg e dei due zii e, con questo, creato le premesse per lo scoppio della guerra di successione di Lüneburg che sarebbe scoppiata alla morte di Guglielmo.
Altri problemi vennero posti dalla nipote di Guglielmo, Matilde, figlia di suo fratello Ottone III. Il marito di Matilde, Ottone II di Waldeck, presentò le proprie pretese sul principato di Lüneburg ed il tribunale imperiale, riconoscendo la validità delle sue ragioni, lo indennizzò con un importo di 100.000 marchi, metà del valore del principato. Guglielmo si rifiutò di pagare la somma cosicché gli venne imposto il bando imperiale e, dopo un altro vano tentativo di mediazione, egli venne dichiarato fuorilegge ed incaricò il Vescovo di Minden di occuparsi personalmente della questione.
All'approssimarsi della propria morte, Guglielmo II affidò il governo del principato a Magnus II di Brunswick-Wolfenbüttel che, dopo la morte del fratello Luigi, era stato nominato erede del principato.
Guglielmo morì a Luneburgo il 23 novembre 1369.

## Matrimoni e discendenza
Guglielmo ebbe una figlia femmina da ognuna delle sue quattro mogli.
In prime nozze sposò Edvige di Ravensberg (m. dopo il 1387), figlia del conte Ottone IV di Ravensberg, da cui ebbe:
- Elisabetta (m. 1384), sposò Ottone, duca di Sassonia-Wittenberg, figlio di Rodolfo I di Sassonia-Wittenberg; rimasta vedova sposò il conte Nicola di Holstein, figlio di Gerardo III, conte di Holstein-Rensburg.

In seconde nozze sposò Maria (m. prima del 1341) che gli diede una figlia:
- Matilde, andata in sposa a Luigi di Brunswick-Lüneburg, figlio del duca Magnus I di Brunswick-Lüneburg.

Nel 1346 Guglielmo II sposò Sofia di Anhalt-Bernburg (m. 1362), figlia del principe Bernardo III di Anhalt-Bernburg.
Nel 1363 sposò in quarte nozze Agnese (1353 - 1387), figlia del duca Eric II di Sassonia-Lauenburg.